# Aurel Aldea
Aurel Aldea (* 28. März 1887 in Slatina, Kreis Olt; † 17. Oktober 1949 in Aiud, Kreis Alba) war ein Offizier und zuletzt Generalleutnant im Königreich Rumänien, der unter anderem von August bis November 1944 Innenminister war.

## Leben
Aurel Aldea absolvierte nach dem Schulbesuch von 1906 bis 1907 eine Offiziersausbildung an der Militärschule für Artillerie und Ingenieurwesen (Școala Militară de Artilerie și Geniu) in Iași, die er zwischen 1907 und 1912 an der Offiziersschule in Hannover und Militärtechnischen Schule in Charlottenburg fortsetzte. Nach der Teilnahme an den Balkankriegen (1913 und 1913), dem Besuch der Höheren Kriegsschule (Școala Superioară de Război) von 1913 bis 1914 sowie der Teilnahme am Ersten Weltkrieges folgten zahlreiche Verwendungen als Offizier und Stabsoffizier. In deren Verlauf wurde er am 23. April 1923 zum Oberstleutnant (Locotenent-colonel) und am 1. Oktober 1928 zum Oberst (Colonel) befördert. Am 1. April 1936 wurde er zum Brigadegeneral (General de brigadă) befördert und übernahm 1938 den Posten als Generalsekretär des Ministeriums für Nationale Verteidigung. Er war zwischen 1938 und 1939 Kommandeur der 11. Infanteriedivision (Diviziei 11 infanterie) und wurde am 8. Juni 1940 zum Generalmajor (General de divizie) befördert.
Aldea trat am 21. Juli 1941 in den Ruhestand und wurde am 23. August 1944 nach dem königlichen Staatsstreich am 23. August 1944 in den aktiven Dienst zurückberufen. Er wurde daraufhin am 23. August 1944 als Innenminister (Ministru de interne) in das Kabinett von Ministerpräsident Constantin Sănătescu und bekleidete dieses Ministeramt bis zum 4. November 1944. In dieser Zeit wurde er am 6. September 1944 rückwirkend zum 18. Juli 1942 zum Generalleutnant (General de corp de armată) befördert und war im weiteren Verlauf des Zweiten Weltkrieges zwischen dem 1. Dezember 1944 und dem 24. März 1945 Kommandeur des Territorialen Generalkommandos (Comandant al Comandamentului General al Teritoriului). Er trat am 24. März 1945 erneut in den Ruhestand und wurde am 27. Mai 1946 festgenommen. Am 28. November 1946 wurde er zu einer lebenslangen Freiheitsstrafe verurteilt und verstarb wenige Monate später am 28. März 1949 in Haft.

## Hintergrundliteratur
- Charles D. Pettibone: The Organization and Order Or Battle of Militaries in World War II. Germany’s and Imperial Japan’s Allies & Puppet States, Band VII, 2012, ISBN 978-1-4669-0350-0 (Onlineversion (Auszug))
- Die Deutschen in Rumänien 1944–1953. Eine Quellensammlung, 2015, ISBN 978-3-412-22528-5 (Onlineversion (Auszug))
- Dennis Deletant: Romania Under Communism. Paradox and Degeneration, 2018, ISBN 978-1-351-78189-3 (Onlineversion (Auszug))